# Liste des évêques de Verden

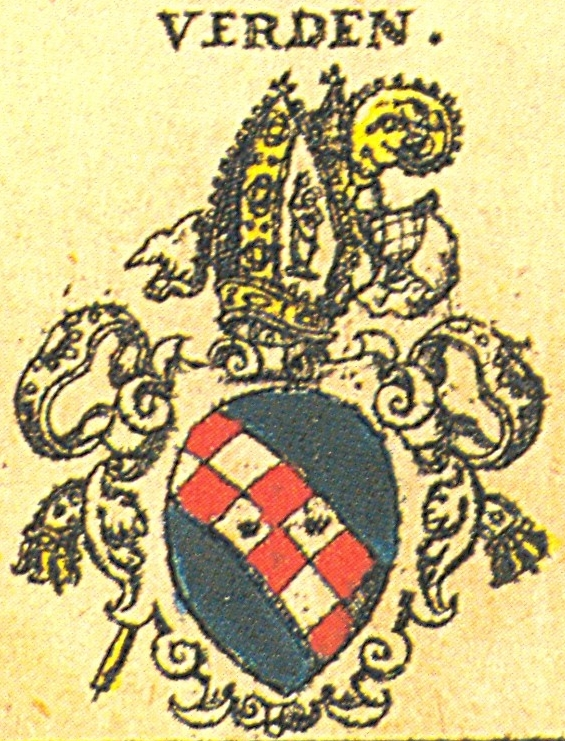
Illustration erronée des armoiries de l'évêché de Verden selon l'armorial de Johann Siebmacher en 1605. Selon les documents historiques les plus anciens la croix se trouve sur un sceau de 1338

Cette liste détaille les évêques du diocèse catholique de Verden (allemand : Bistum Verden), qui était suffragant de  archidiocèse de Mayence, qui règnent simultanément comme souverains de rang princier (Prince-évêque) dans la  Principauté ecclésiastique de Verden (allemand : Hochstift Verden) à partir de 1180 jusqu'à la sécularisation de 1648. C'était un État de l'immédiateté impériale du Saint empire romain germanique. Verden an der Aller fut le siège du  chapitre de chanoines de la cathédrale, de la cathédrale et la résidence de l'évêque jusqu'en 1195, Rotenburg devint ensuite la résidence du Prince-évêque.
- Évêque de Verden jusqu'en 1180
- Prince-Évêque de Verden de 1180 à 1566 puis de 1630 à 1631
- Administrateur de la Principauté ecclésiastique de Verden de 1566 à 1630 et ensuite de 1631 à 1645.Ils remplaçait simplement de facto le prince-évêque du fait du non-respect du droit canon prérequis pour la fonction, le titulaire du siège ne pouvant officiellement prendre que le titre d'administrateur, mais était néanmoins familièrement considéré comme Prince-évêque. De 1566 à 1630 puis de 1631 à 1648 tous les administrateurs sont en fait luthériens.

## Évêques
- 775-785 : Suitbert
- 785-788 : Patto ou Pacificus,
- 788-808 : Tanko ou Tagko,
- 809-830 : Haruth (Haruch)
- 830-741 : Haligad
- 841-865 : Walter
- 865-874 : Herluf
- 874-908 : Wigbert
- 908-913 : Bernhard Ier
- 913-933 : Adalward
- 933-962 : Amelung, fils du duc de Saxe Billung
- 962-976 : Bruno Ier († 7 mars 976)
- 976-993 : Erp/Herpo, († 19 février 993)
- 993-1013 : Bernhard II († vers le 25 juillet 1013)
- 1013-1031 : Wigger ou Wicher, († 16 aout 1031)
- 1031-1034 : Dietmar Ier
- 1034-1049 : Bruno II von Walbeck († après le 20 aout 1049)
- 1049-1060 : Siegbert/Sizzo, Sicco, († après 9 octobre 1060)
- 1060-1084 : Richbert († après le 29 novembre 1084)
- 1085-1097 : Hartwig († après le 14 octobre 1097)
- 1097-1116 : Mazo
- 1116-1148 : Dietmar II
- 1149-1167 : Hermann († 11 août 1167)
- 1167-1180 : Hugo

## Princes-évêques
- 1180-1188 : Tammo
- 1189-1205 : Rodolphe Ier († 29 mai 1205)
- 1205-1231 : Iso von Wölpe
- 1231-1251 : Luder von Borch
- 1251-1269 : Gérard Ier von Hoya

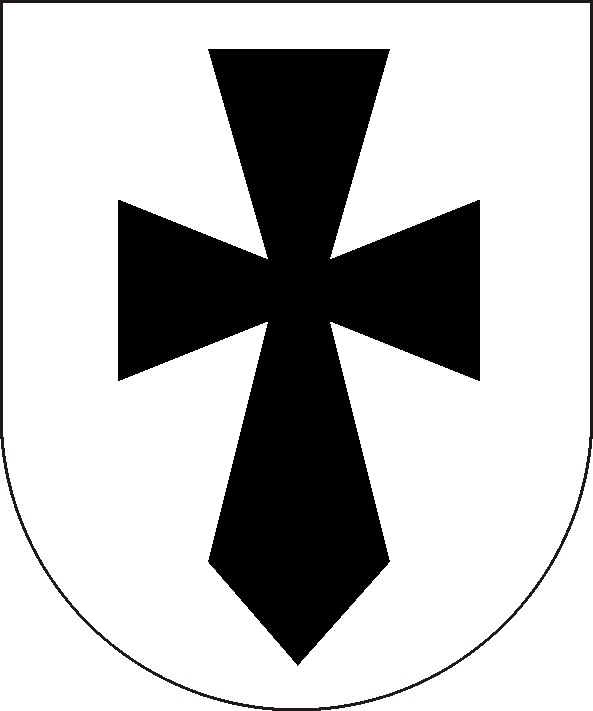
Armoiries de la Principauté épiscopale de Verden

- 1269-1300 : Conrad de Brunswick-Lunebourg
- 1300-1312 : Frédéric Ier von Honstedt
- 1312-1331 :  Nicolas von Kesselhut
- 1331-1340 : Johannes Ier Hake
- 1342-1363 : Daniel von Wichtrich
- 1363 1365 : Gérard II von Berg
- 1365-1367 : Rodolphe II
- 1367-1381 : Henri Ier von Langeln
- 1381-1388 : Johann II von Zesterfleth
- 1388-1395 : Otto II de Brunswick-Lunebourg
- 1395-1398 : Dietrich von Nieheim résigne 1398, († 22 mars 1418)
- 1400/1402-1407 :  Conrad II de Vechta résigne ;
- 1399-1407 :  Conrad III de Soltau
- 1407-1409 : Ulrich von Albeck, résigne ;
- 1407-1426 :  Henri II de Hoya
- 1426-1470 :  Johannes III von Asel
- 1470-1502 :  Berthold de Landsberg
- 1502-1558 : Christophe de Brunswick-Wolfenbüttel
- 1558-1566 : Georges de Brunswick-Wolfenbüttel

## Administrateurs luthériens (1566-1629)
- 1566- 1586 Eberhard von Holle
- 1586-1623 : Philippe-Sigismond de Brunswick-Wolfenbüttel
- 1623-1629 : Frédéric III de Danemark

### Évêque catholique
- 1630-1631/1648 : Franz Wilhelm von Wartenberg

## Administrateurs luthériens (1631-1648)
- 1631-1634 : Jean-Frédéric de Holstein-Gottorp
- 1634-1648 : Frédéric III de Danemark

## Sources
- (de) Cet article est partiellement ou en totalité issu de l’article de Wikipédia en allemand intitulé « Liste der Bischöfe von Verden » (voir la liste des auteurs).,
- (en) catholic-hierarchy.org Diocese of Verden